# Nora May French

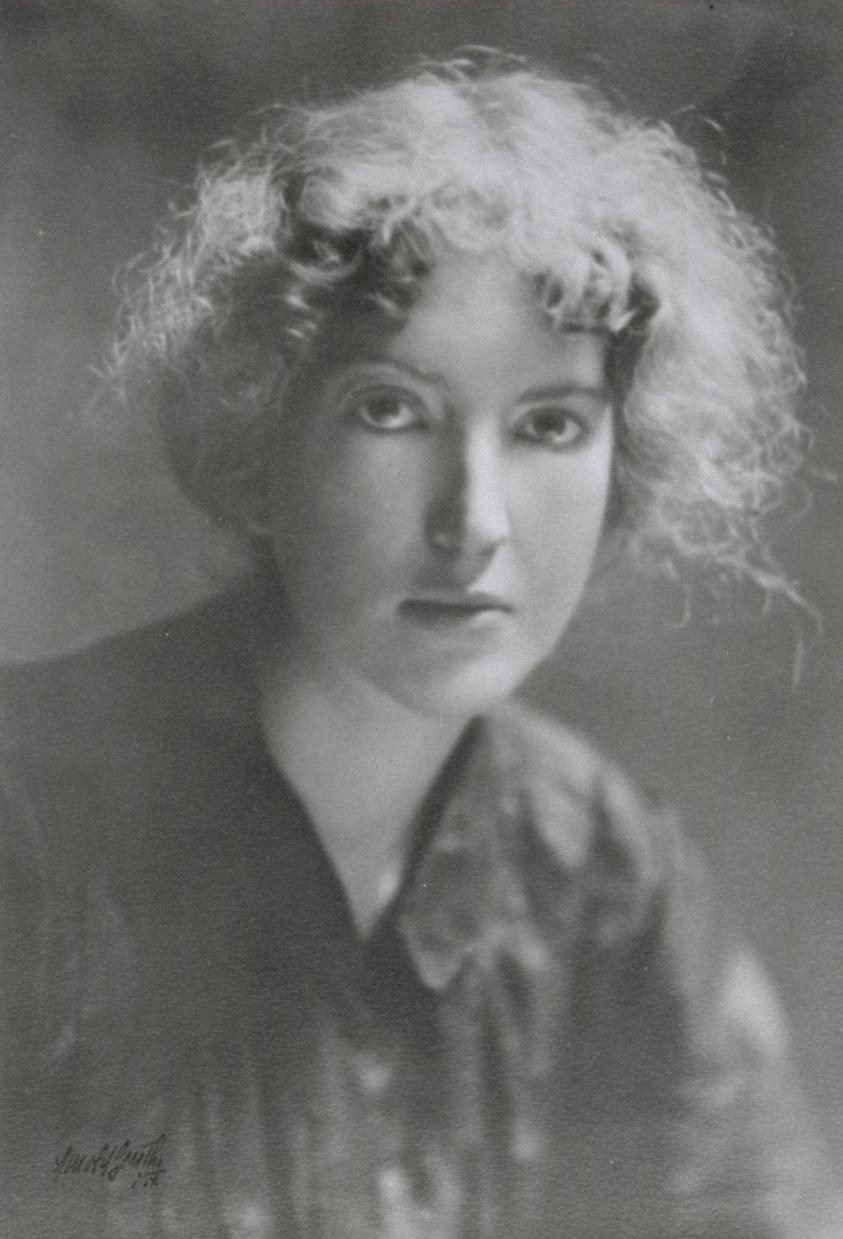
Nora May French, Fotografie von Arnold Genthe

Nora May French (* 1881 in Aurora, Cayuga County, New York; † 13. November 1907 in Carmel-by-the-Sea, Kalifornien) war eine US-amerikanische Journalistin, Dichterin und Mitglied der literarischen Bohème des Carmel Arts and Crafts Club, der nach dem großen Erdbeben und Brand von San Francisco 1906 seine Blütezeit erlebte.

## Leben
French wurde als Tochter von Edward French, einem Professor am Wells College, und Mary Wells French, der Schwester des Gründers von Wells Fargo, Henry Wells, geboren. Als sie sieben Jahre alt war, zog ihre wohlhabende Familie auf eine Ranch außerhalb von Los Angeles, die sie jedoch innerhalb weniger Jahre durch einen verheerenden Hausbrand und eine misslungene Obsternte verlor.
Ihre Schriftstellerkarriere begann im Teenageralter, als sie in lokalen Zeitungen und Zeitschriften veröffentlicht wurde. In ihren frühen Zwanzigern verlobte sie sich mehrmals mit Alan Hiley, einem wohlhabenden Holzfarmer. Ihre Ambivalenz gegenüber der konventionellen Ehe fand ihren Niederschlag in The Spanish Girl, ihrem bekanntesten Text, einer Chronik einer zum Scheitern verurteilten Liebe in zweiundzwanzig Gedichten. Nach der endgültigen Trennung der beiden schloss sich French Gruppe von Schriftstellern und Dichtern in Charles Fletcher Lummis' Haus nahe des Arroyo Seco an, die sie ermutigten, in Lummis' Zeitschrift Out West zu veröffentlichen. Obwohl ihre Arbeit Lob erhielt, insbesondere von der feministischen und umweltbewussten Dichterin Mary Hunter Austin, führte dies nicht zu finanzieller Sicherheit.
Nach dem Erdbeben von 1906 zog sie nach San Francisco. Sie etablierte sich schnell in den intellektuellen Kreisen der Bohème. French war mit Henry Anderson Lafler, einem verheirateten Redaktionsassistenten bei The Argonaut, liiert. Als sie 1907 schwanger wurde, sich eine Abtreibung im Krankenhaus nicht leisten konnte und auch keinen Arzt fand, der das Risiko einer Abtreibung einging, führte sie mittels Pillen eine Abtreibung selbst durch. Sie überlebte die hochriskante Prozedur. Dies war schon ihre zweite Abtreibung.
Dann zog sie zu George Sterling und seiner Frau Carrie nach Carmel-by-the-Sea. Sie hatte eine Affäre mit Sterling. French wurde immer depressiver und versuchte am Montag, den 11. November 1907, sich erfolglos mit einem Schuss in den Kopf umzubringen. Die Kugel riss eine Haarsträhne ab, aber sie verfehlte ihr Ziel. Zwei Tage später, in der Nacht vom 13. auf den 14. November, starb sie in Sterlings Haus an der Einnahme von Cyanid, während Carrie Sterling neben ihr schlief. In den Zeitungen der San Francisco Bay Area wurde die Tragödie mit grellen Schlagzeilen und Berichten über die Ausschweifungen der Bohème sowie die häufigen Besuche prominenter verheirateter Männer, darunter die Künstler Charles Dickman, Xavier Martinez und Charles Rollo Peters, ausgebreitet. Bei der Beerdigungsfeier in Point Lobos waren unter anderem George Sterling, James Hopper, Alan Hiley und Henry Lafler anwesend. Frenchs Asche wurde im Pazifischen Ozean verstreut.
1910 wurden von Freunden posthum ihre Gedichte in der Sammlung Poems veröffentlicht. Erst 2009 entstand eine moderne Ausgabe ihres Gesamtwerks.
Obwohl viele ihrer Gedichte die Heiterkeit der Küstenlandschaft feiern, sind andere weniger heiter: Sie bieten Einblicke in die Gedankenwelt einer jungen Frau, die zwischen dem Druck, sich den gesellschaftlichen Rollen zu unterwerfen, und der Sehnsucht, kreativ zu leben, hin- und hergerissen ist. Sie äußerte „Alle vernünftigen Menschen werden letztendlich verdammt“.